# Saint-Divy

Saint-Divy este o comună în departamentul Finistère, Franța. În 1 ianuarie 2022 avea o populație de 1.602 de locuitori.